# 刘南
刘南（1975年—），发育和衰老生物学家。中国科学院生物与化学交叉研究中心。刘南以研究生物衰老的相关机制而著称。

## 生平
1975年出生在中国北京，2013年加入中国科学院生物与化学交叉研究中心，成为研究员，课题组组长，中心研究生部主任。